# Pelike

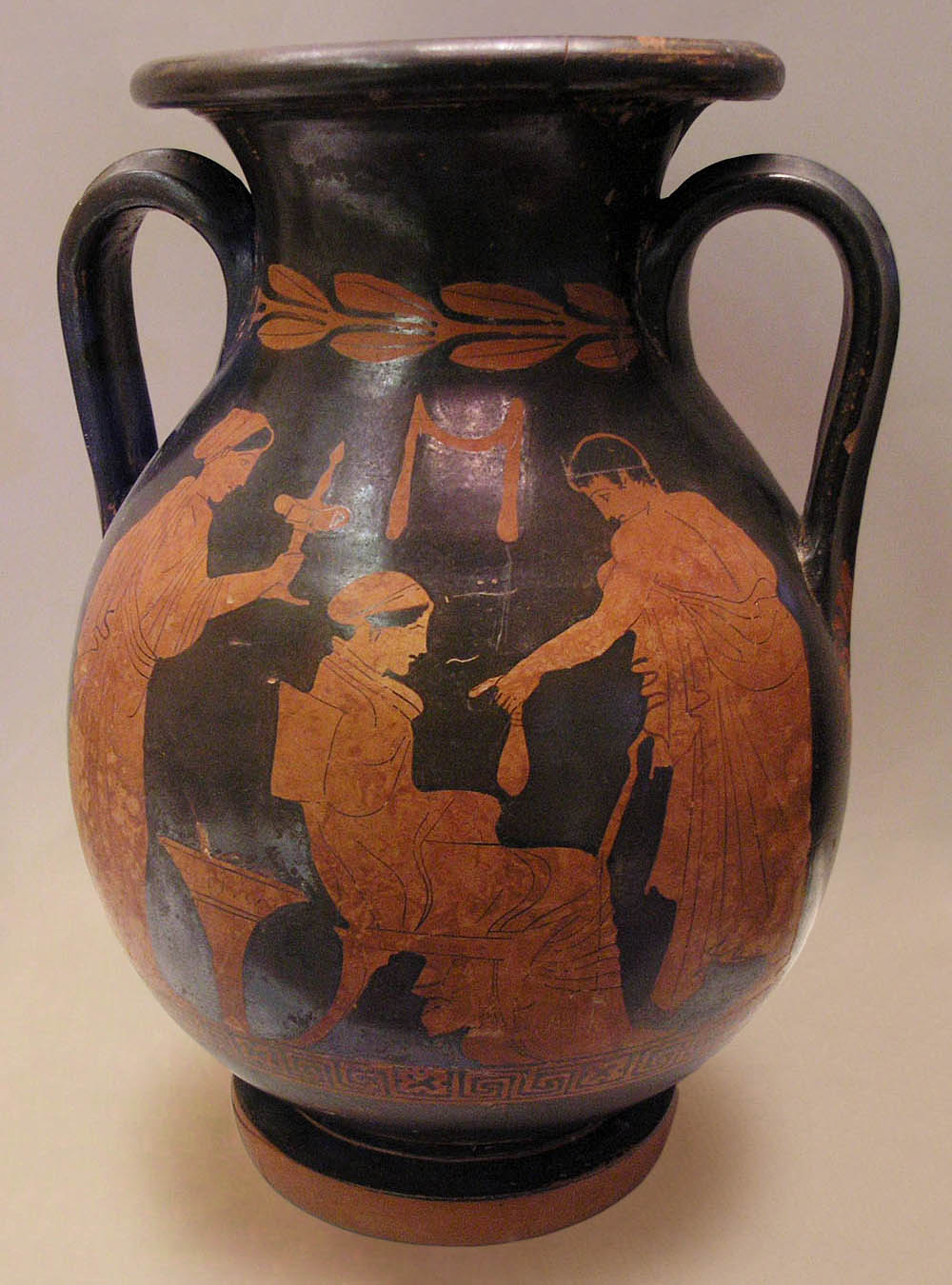
Ein junger Mann bezahlt eine Hetäre; Pelike von Polygnotos im rotfigurigen Stil bemalt, ca. 430 v. Chr.

Eine Pelike (altgriechisch πελίκη pelíkē) ist eine zunächst in antiken attischen Werkstätten geschaffene Sonderform der Amphora, die später auch in anderen Gegenden Griechenlands produziert wurde.
Peliken haben anders als normale Amphoren einen festen Standfuß, wodurch sie sehr stabil stehen. Ihr breitester Durchmesser lag in der unteren Hälfte des Gefäßes. Die Gefäße hatten zwei vertikale Henkel und keine Deckel. In der Regel ist bei ihnen der Übergang zwischen Hals und dem bauchig gedrungenen Körper fließend. Die Mündung war recht breitwandig. Erstmals wurden Peliken am Ende des 6. Jahrhunderts v. Chr. in den Werkstätten der sogenannten Pioniergruppe der rotfigurigen Vasenmalerei geschaffen. Mit der Halspelike gibt es eine seltene Spezialform dieses Tonkruges. Bei dieser ist der Hals abgesetzt, also nicht fließend, und der Umriss ist generell weniger kugelförmig.
Verwendet wurden Peliken in erster Linie als Weingefäße beim Symposion und zur Aufbewahrung von Öl. Daneben konnten sie aber auch bei der Lagerung anderer Flüssigkeiten oder fester Waren Einsatz finden. Ab etwa 450 v. Chr. diente die Pelike auch zur Aufbewahrung der Asche in Grabmälern. Auf Bildinschriften wurden sie als Stamnos bezeichnet, doch setzte sich dieser Begriff in der modernen Archäologie für eine andere Vasenform durch.